# Roberto Parra
Roberto Parra Mateo (6 aprile 1976) è un ex mezzofondista spagnolo.

## Palmarès
| Anno | Manifestazione    | Sede        | Evento       | Risultato  | Prestazione | Note |
| ---- | ----------------- | ----------- | ------------ | ---------- | ----------- | ---- |
| 1994 | Mondiali juniores | Lisbona     | 800 m piani  | Semifinale | dnf         |      |
| 1995 | Europei juniores  | Nyiregyhaza | 800 m piani  | Oro        | 1'45"90     |      |
| 1996 | Europei indoor    | Stoccolma   | 800 m piani  | Oro        | 1'47"74     |      |
| 1998 | Europei indoor    | Valencia    | 800 m piani  | Batteria   | dnf         |      |
| 1998 | Europei           | Budapest    | 800 m piani  | Semifinale | 1'49"26     |      |
| 1999 | Mondiali          | Siviglia    | 800 m piani  | Semifinale | 1'46"07     |      |
| 2000 | Europei indoor    | Gand        | 800 m piani  | 5º         | 1'49"80     |      |
| 2000 | Giochi olimpici   | Sydney      | 800 m piani  | Batteria   | 1'48"19     |      |
| 2001 | Mondiali indoor   | Lisbona     | 800 m piani  | Semifinale | 1'49"67     |      |
| 2003 | Mondiali indoor   | Birmingham  | 1500 m piani | 9º         | 3'47"44     |      |
| 2003 | Mondiali          | Parigi      | 1500 m piani | 10º        | 3'35"02     |      |